# Idioctis marovo
Idioctis marovo là một loài nhện trong họ Barychelidae.